# Babice (okres Olomouc)
Obec Babice (německy Babitz) se nachází v Olomouckém kraji, okrese Olomouc, v podhůří Nízkého Jeseníku, asi 3 km severozápadně od Šternberka a 17 kilometrů severně od Olomouce. Žije zde 458 obyvatel.

## Název
Na vesnici bylo přeneseno původní pojmenování jejích obyvatel Babici. To bylo pravděpodobně odvozeno od osobního jména Baba (hanlivého pojmenování bázlivého muže) a místní jméno by pak znamenalo "Babovi lidé". Protože však některý vrch v okolí mohl nést pojmenování Baba, mohlo obyvatelské jméno znamenat i "lidé žijící pod Babou".

## Historie
První písemná zmínka o obci pochází z roku 1339, kdy se uvádí jako součást panství Šternberk. Už v roce 1405 ji ale Anna ze Šternberka odkázala šternberskému klášteru augustiniánů, jemuž patřila jako součást jeho žerotínského statku až do roku 1784, kdy byl klášter zrušen (v Babicích byl např. klášterní pivovar). Poté byly Babice spravovány náboženským fondem a v roce 1850 se staly samostatnou obcí. Jejich součástí bývala i osada Egrov (Egersdorf), která vznikla roku 1786 rozparcelováním klášterního dvora. Původně česká obec se v 19. století poněmčila, stala se tak po roce 1938 součástí Německem zabraných Sudet a po válce byla většina původních obyvatel vysídlena. Na konci 50. let 20. století zde byla objevena Šternberská madona. Od 1. května 1974 do 23. listopadu 1990 byla vesnice součástí města Šternberk a od 24. listopadu 1990 jsou opět samostatnou obcí.
Právo užívat znak a vlajku bylo obci uděleno rozhodnutím předsedy Poslanecké sněmovny Parlamentu České republiky dne 9. prosince 2002.

## Obyvatelstvo
| Rok      | 1869 | 1880 | 1890 | 1900 | 1910 | 1921 | 1930 |
| -------- | ---- | ---- | ---- | ---- | ---- | ---- | ---- |
| Obyvatel | 612  | 612  | 581  | 598  | 485  | 512  | 585  |
| Domů     | 106  | 109  | 108  | 108  | 106  | 108  | 115  |
| Rok      | 1950 | 1961 | 1970 | 1980 | 1991 | 2001 | 2011 |
| Obyvatel | 440  | 465  | 397  | 373  | 394  | 403  | 433  |
| Domů     | 112  | 98   | 97   | 99   | 108  | 106  | 118  |
| Rok      | 2021 |      |      |      |      |      |      |
| Obyvatel | 457  |      |      |      |      |      |      |
| Domů     | 134  |      |      |      |      |      |      |

1. ↑  Z toho 489 osob národnosti německé, 90 československé a 6 ostatních.[12]

## Pamětihodnosti
- klasicistní kostel Všech svatých

## Galerie

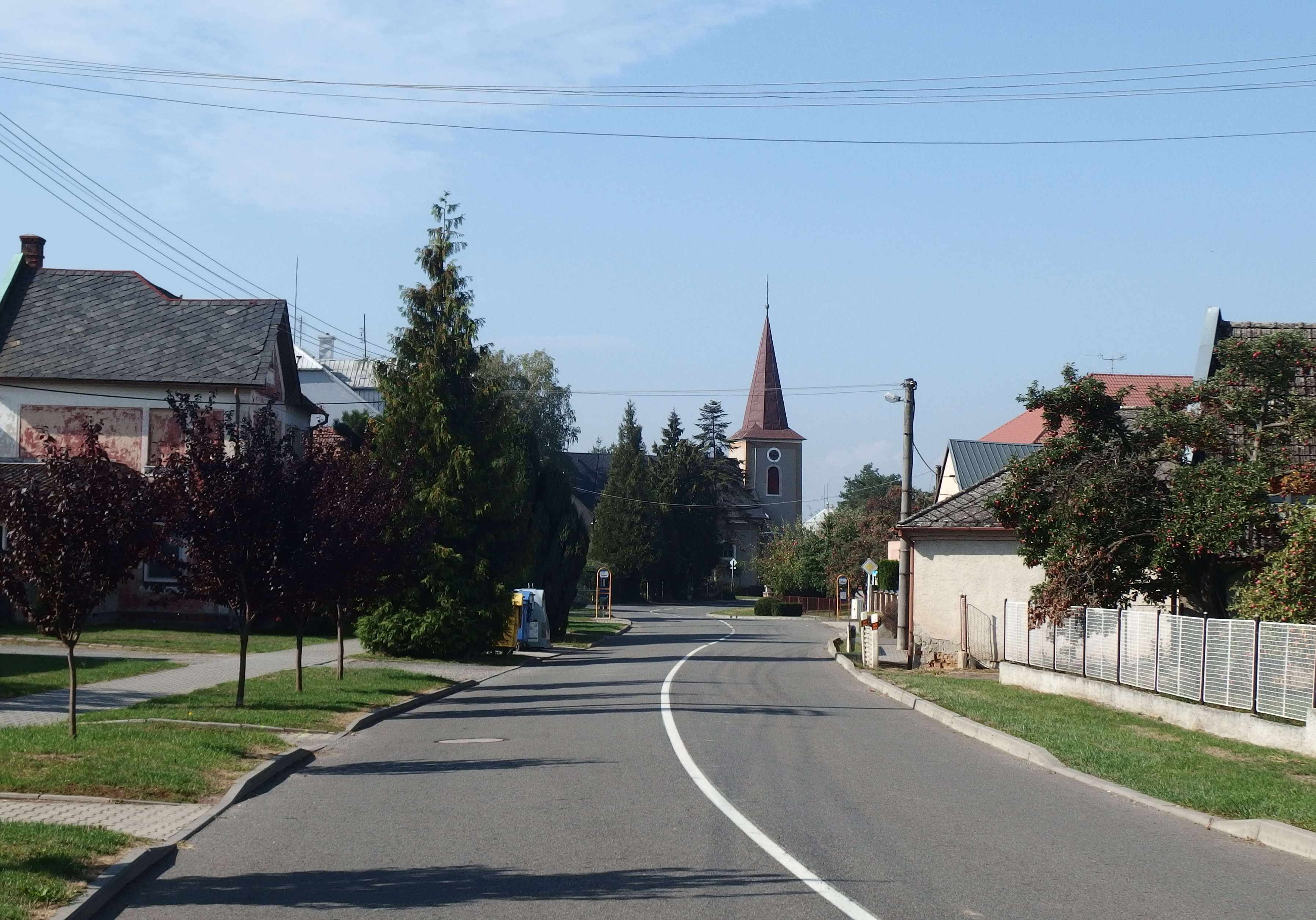
Hlavní ulice
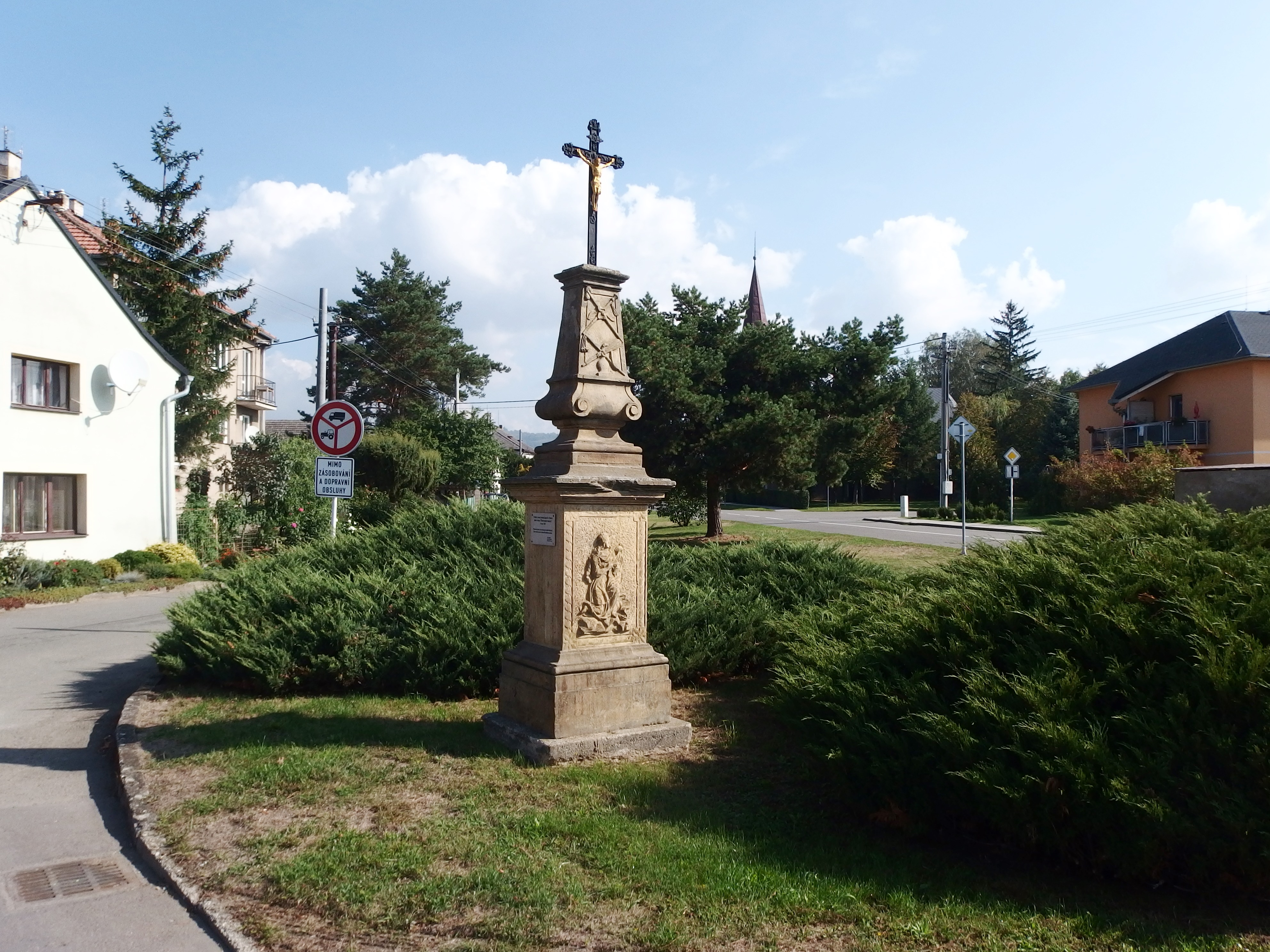
Kříž na místě bývalé kaple sv. Floriána, místě nálezu tzv. Šternberské madony
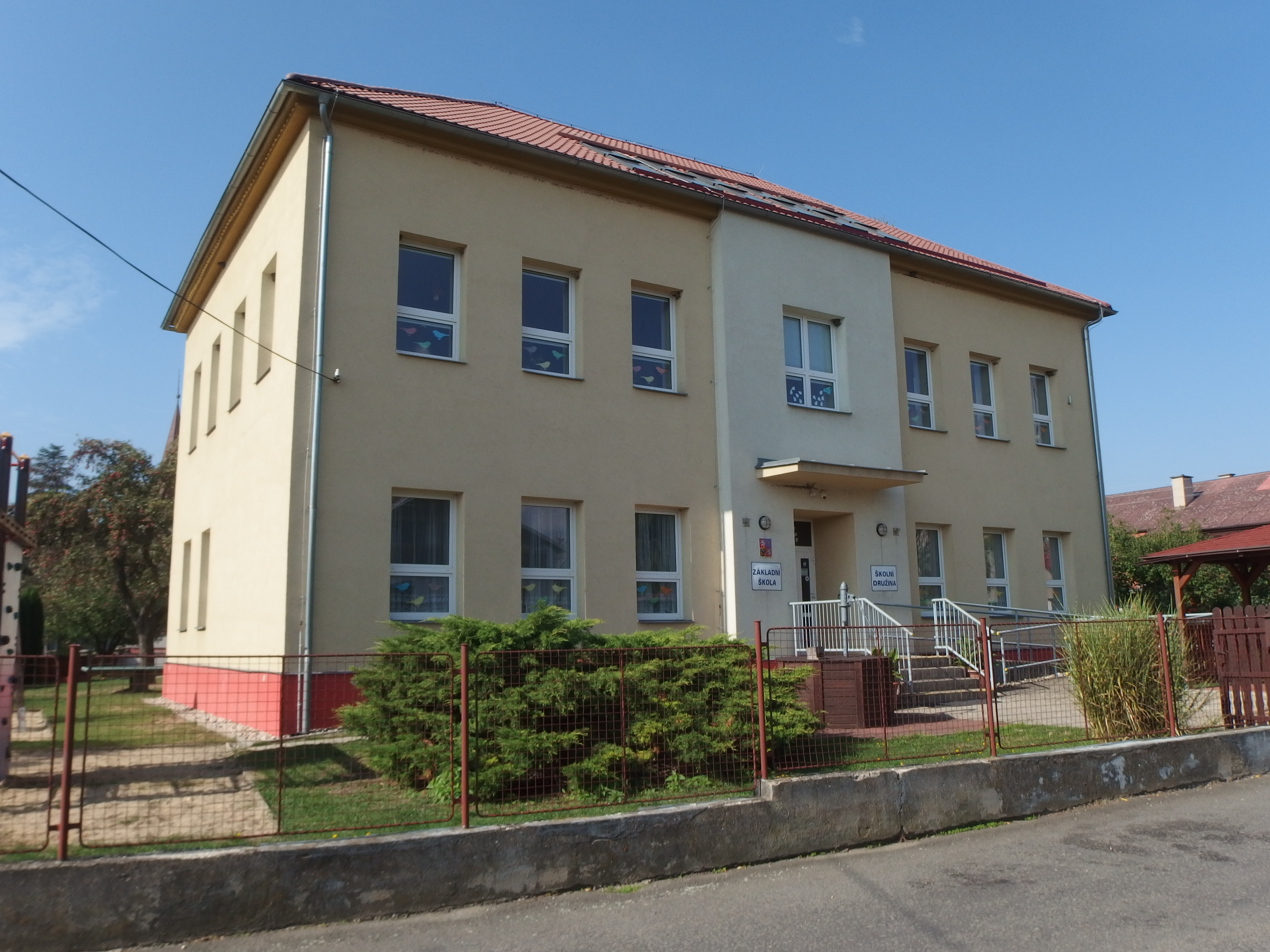
Základní škola
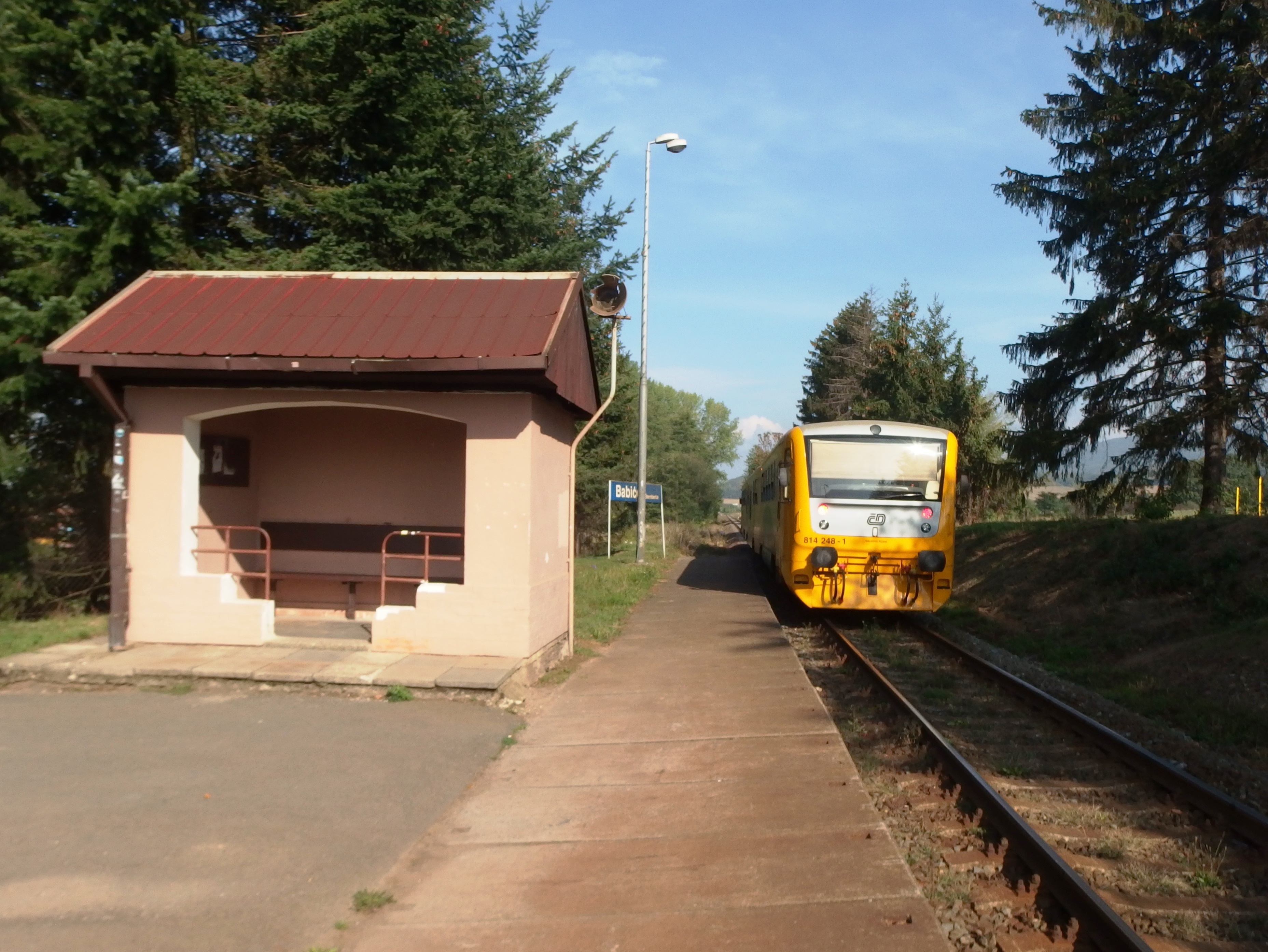
Železniční zastávka na trati Olomouc-Šumperk
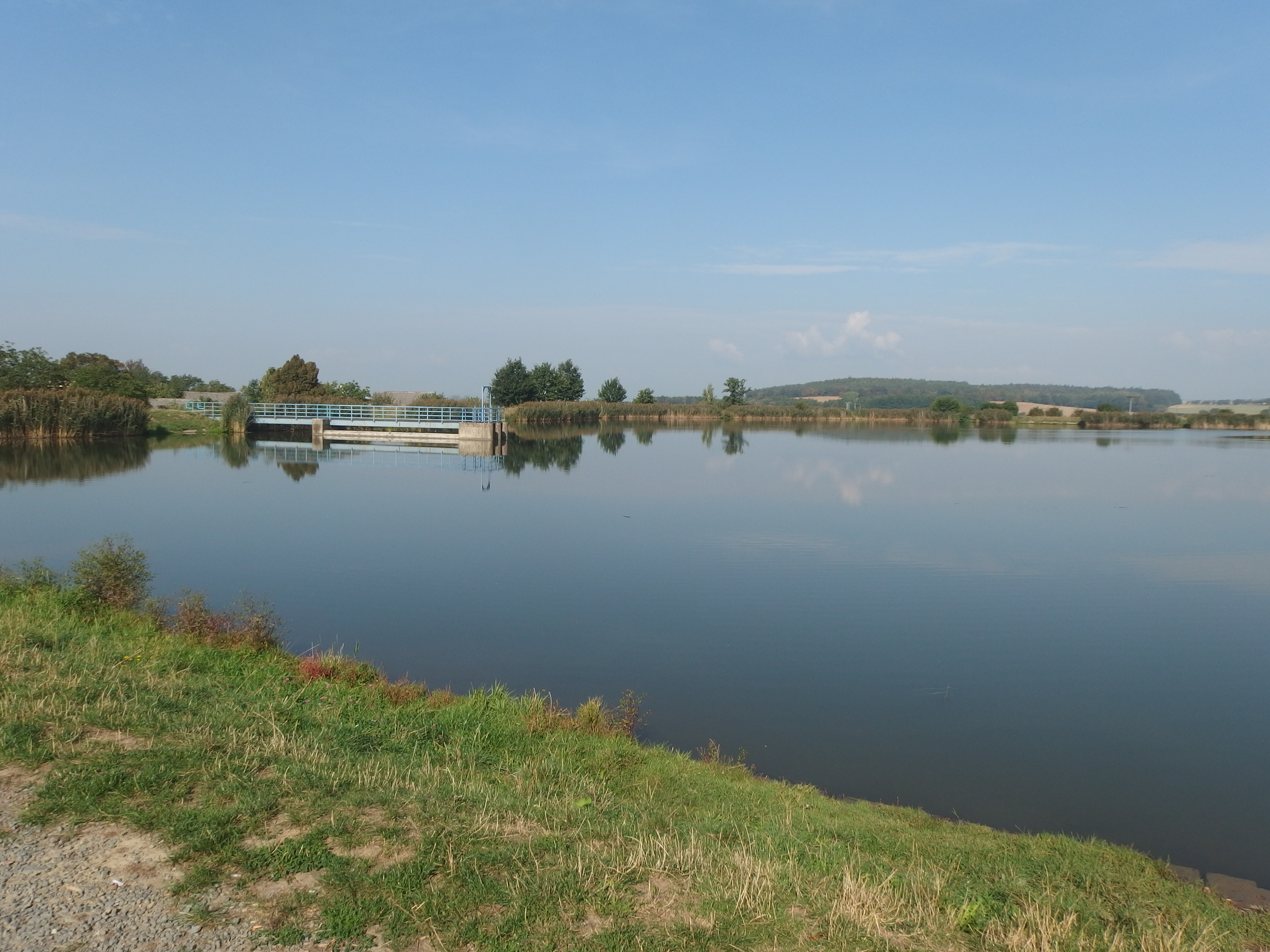
Kamenný rybník

## Společenský život
V obci je základní a mateřská škola a také knihovna. V obci působí Sbor dobrovolných hasičů. V roce 2013 získala obec v krajském kole soutěže Vesnice roku oranžovou stuhu za spolupráci obce a zemědělského subjektu. Samospráva obce od roku 2010 pravidelně vyvěšuje moravskou vlajku.